# 吐鲁番情歌
《吐鲁番情歌》（維吾爾語：تۇرپاندىكى مۇھەببەت ناخشىسى‎）是天山电影制片厂、吐鲁番地区行政公署、电影频道节目中心联合摄制的故事片。《吐鲁番情歌》由金丽妮与西尔扎提·牙合甫联合执导，张冰编剧，阿孜古丽·热西提、木拉丁·阿不力米提等人主演，讲述了生活在吐鲁番两代维吾尔族的四段爱情故事。电影于2005年12月23日首映，2006年3月1日上映。
影片《吐鲁番情歌》获第十届精神文明建设“五个一工程”入选作品奖。

## 剧情简介
吐鲁番农村的退休村长哈里克（木拉丁·阿不力米提 饰）与老伴有二女一子。三个孩子事业有成，但婚事都让哈里克操心不已。大女儿康巴尔罕（卡迪林娜 饰）曾爱上军人克里木（伊力哈木·买买提 饰），但哈里克不舍女儿随军奔波，不同意二人在一起。心念旧爱的康巴尔罕本欲去寻克里木，但在出发前诊断出患有白血病，最终病逝。儿子普拉提（阿不都塞米·吾不力 饰）爱上了另一村的女孩阿拉木汗（古丽菲亚·米吉提 饰）。但阿拉木汗的母亲的与哈里克有着爱恨情仇，并不信任哈里克，婚事没有下文。小女儿阿娜尔罕（阿孜古丽·热西提 饰）则是爱上大姐昔日男朋友克里木，而此时克里木收养了牺牲战友的孩子。随着时间的推移，哈里克终与阿拉木汗的母亲冰释前嫌，也和克里木的孩子产生情谊。最终阿娜尔罕和普拉提都找到了属于自己的爱情。

## 制作拍摄
电影《吐鲁番情歌》的剧本由天山电影制片厂本厂编剧张冰创作，剧本曾获得“中国电影百年剧本征集活动”二等奖。在2005年天山电影制片厂组织的创作碰头会上，制片厂决定拍摄该片，由金丽妮与西尔扎提·牙合甫联合担任导演。当时，金丽妮刚刚下手术室，在上海修养。被剧本吸引的金丽妮在家人的反对下，依然前往新疆执导《吐鲁番情歌》的拍摄。电影《吐鲁番情歌》是导演金丽妮拍摄的最后一部电影，也是导演西尔扎提·牙合甫的电影处女作。电影《吐鲁番情歌》的主创团队均由天山电影制片厂的职工组成。电影女主角由新疆艺术学院舞蹈老师阿孜古丽·热西提扮演，此前阿孜古丽·热西提拍摄过广告。
2005年8月，电影《吐鲁番情歌》在新疆吐鲁番地区葡萄沟开机。主创团队为拍摄电影，搭建起维吾尔族院落中的葡萄藤和葡萄沟里的葡萄庄园。拍摄期间，金丽妮难以应付外景拍摄的奔波，所以外景部分主要由西尔扎提·牙合甫执导。拍摄内景时则会让金丽妮执导。在电影类型上，两位导演的想法略有不同：金丽妮想将电影拍摄成歌舞片，而西尔扎提·牙合甫则想拍成类似好莱坞的青春片。磨合过程是以新人导演西尔扎提·牙合甫给金丽妮提建议完成的，最终拍摄成融合多种风格的电影。电影取景于葡萄沟、火焰山等多个吐鲁番境内的景区，因为电影中大女儿康巴尔罕是发电站工程师，也取景于吐鲁番的风力发电设施。拍摄电影期间，每天用于拍摄电影的葡萄要200箱。等拍摄完成时，剧组至少购买有十余吨的葡萄。

## 上映和奖项
电影《吐鲁番情歌》是新疆维吾尔自治区成立50周年的献礼影片。2005年12月23日，电影《吐鲁番情歌》在新疆人民剧场首映，电影主创及主演参与首映式。2006年3月，国家广播电影电视总局电影局、中国共产党新疆维吾尔自治区委员会宣传部、新疆维吾尔自治区广播电影电视局主办电影《吐鲁番情歌》《美丽家园》观摩研讨会，研讨会在北京举办。王乐泉、李从军、赵实、周明甫、司马义·铁力瓦尔地等出席会议，黄会林、苏小卫等超过20位学者、艺术创作者参加会议。2006年3月1日，电影《吐鲁番情歌》在中国大陆上映。电影《吐鲁番情歌》在法国、美国展演。
由中国共产党新疆维吾尔自治区委员会宣传部报送的影片《吐鲁番情歌》获第十届精神文明建设“五个一工程”入选作品奖。

## 电影音乐
电影《吐鲁番情歌》选用四首民歌串联剧情，分别是《吐鲁番的葡萄熟了》《掀起你的盖头来》《半个月亮爬上来》《阿拉木汗》。其中《吐鲁番的葡萄熟了》由黑鸭子组合、艾尔肯·阿布杜拉演唱，作为引子，展现了新疆风情；《阿拉木汗》由艾尔肯·阿布杜拉演唱，作为展开部，代表了相爱的部分；《掀起你的盖头来》由亚洲爱乐乐团、爱乐合唱乐团、艾尔肯·阿布杜拉演唱，代表着求爱；《半个月亮爬上来》也是由艾尔肯·阿布杜拉演唱，是结局，代表着幸福的婚姻。电影中所用其他插曲也由艾尔肯·阿布杜拉和他的乐队演唱。